# Über die Religion. Reden an die Gebildeten unter ihren Verächtern
„Über die Religion. Reden an die Gebildeten unter ihren Verächtern“ ist eines der bedeutendsten Werke des Theologen Friedrich Daniel Schleiermacher. Es wurde 1799 veröffentlicht und legte den Grundstein für seinen Ruf als ‚Kirchenvater des 19. Jahrhunderts‘. Schleiermacher erklärt darin seine Sicht darüber, was Religion ihrem Kern nach ist: Gefühl und Anschauung des Universums. Sie besteht unabhängig von Moral und Metaphysik. Auch die Ansätze einer Kirchenlehre und einer religiösen Bildungslehre werden behandelt. Über die Religion gilt als das religionsphilosophische Werk der Frühromantik, das den Protestantismus des 19. und 20. Jahrhunderts nachhaltig geprägt hat.

## Entstehungsgeschichte
„Über die Religion“ wurde erstmals 1799 anonym im Berliner Unger Verlag veröffentlicht. Es war Schleiermachers erste Veröffentlichung, die die Grundlage für seinen Ruhm bildete. Warum Schleiermacher seinen Namen nicht mit der Autorschaft in Verbindung bringen wollte, erläutert er in einem Brief: „Das wusste ich […], daß viele nicht im Stande sein würden, ihre Metaphysik und ihre Religion zu trennen, und daß diese dem, der eine andre Metaphysik für gleichgültig hält, auch keinen herzlichen Eifer für die Religion zutrauen würden, und daß ich mich nicht gegen Alle würde näher erklären können. Deshalb […] sezte ich dem Buche meinen Namen nicht vor, und that ernstlich das Meinige ihn unbekannt bleiben zu lassen.“
Das Werk wurde bereits im Messekatalog zur Ostermesse unter dem Titel Über die Religion. Reden an die aufgeklärten Verächter derselben angekündigt, erschien aber doch erst im Juni des Jahres. Vermutlich änderten Schleiermacher und sein Verleger den Titel des Buches sehr kurzfristig, um es weniger wie eine Kampfschrift im Atheismusstreit erscheinen zu lassen. Die Originalausgabe der ersten Auflage umfasste 312 Seiten Text.
Den Anstoß zum Schreiben erhielt Schleiermacher von seinem Freund und Mitbewohner Friedrich Schlegel. Erste Notizen verweisen auf den Spätsommer 1798 als Beginn des Unternehmens. Während der Entstehung hielt er brieflich besonders seine enge Freundin Henriette Herz auf dem Laufenden. Er fürchtete sehr, dass Teile der Reden staatlich zensiert werden könnten, weil sie zu atheistisch erschienen. In diesem Fall wäre die Druckerlaubnis nicht erteilt worden. Die Befürchtungen waren allerdings unbegründet und am 15. April 1799 vollendete er die Reden nach einer durchwachten Nacht. 1803 gab er schließlich offen zu, der Verfasser der Reden zu sein, nachdem er bereits 1801 öffentlich als solcher bezeichnet worden war.
Zu Schleiermachers Lebzeiten erschienen noch drei weitere Auflagen der Reden. Die Auflagen von 1806 und 1821 wurden teilweise stark umgearbeitet, sodass zum Beispiel die spinozistische Prägung abgemildert wurde. Außerdem wurde 1806 der Begriff der Anschauung mehrmals durch ‚Gefühl‘ ersetzt. Diese beiden Ausgaben widmete Schleiermacher seinem Jugendfreund Karl Gustav Brinckmann, der die Reden nach dem ersten Lesen 1800 überschwänglich gelobt hatte. In der Ausgabe von 1821 fügte Schleiermacher jeder Rede noch Erläuterungen bei, um einen stärkeren inhaltlichen Bezug zur „Glaubenslehre“ herzustellen. Die dritte Auflage von 1831 erfuhr nur noch überwiegend stilistische Korrekturen.

## Inhalt
In Über die Religion. Reden an die Gebildeten unter ihren Verächtern legt Schleiermacher dar, was Religion seiner Meinung nach in ihrer Reinform ausmacht und wodurch sie sich auszeichnet. Unterthemen der Abhandlung stellen Bildung, Kirche und Pluralität der Religionen dar.
Das Buch ist in fünf Reden eingeteilt, in denen der Autor ein fiktives Publikum anspricht. Trotz der großen Bewertung des „Gefühls“ im Werk wird er nicht schwärmerisch, sondern führt seine Leser bzw. Hörer durchdacht, planvoll und überlegt durch seine Gedanken. Dabei geht er auch auf mögliche Zwischenrufe und andere Ansichten des „Publikums“ ein.

### Erste Rede – Apologie
In der Apologie verteidigt Schleiermacher sein Vorhaben, in der vorliegenden Weise über Religion zu schreiben.
Schleiermacher wendet sich an die Gebildeten, die zwar unangenehm weltverhaftet sind, aber sicherlich in der Lage, mit ihm den „beschwerlichen Weg“ ins Innere des Menschen zu gehen. Denn Religion ist im Menschen angelegt und gehört einer eigenen „Provinz im Gemüthe“ an. Darum ist sie im Grunde etwas Anderes, als sich die Gebildeten darunter vorstellen: „Die Furcht vor einem ewigen Wesen und das Rechnen auf eine andere Welt, das, meint Ihr, seien die Angel aller Religion, und das ist Euch im Allgemeinen zuwider.“ Schleiermacher bestärkt seine Leser in dieser Ablehnung, denn Religion ist im Kern von dieser Auffassung sehr verschieden. Er will aufdecken, was Religion ihrem Wesen nach ist, und fordert dabei, „daß Ihr von allem, was sonst Religion genannt wird, absehend Euer Augenmerk nur auf diese einzelne Andeutungen und Stimmungen richtet, die Ihr in allen Äußerungen und edlen Thaten gottbegeisterter Menschen finden werdet“.
Schleiermacher schreibt, dass er den Untergang der Religion nicht fürchtet, obwohl er eine zunehmende Säkularisierung in der Gesellschaft beobachtet.

### Zweite Rede – Über das Wesen der Religion
Die zweite Rede ist für das Buch zentral und darum auch die längste. Schleiermacher führt hier aus, was Religion eigentlich ist: Anschauen des Universums und weder der Moral noch der Metaphysik verpflichtet.
Religion besteht völlig unabhängig von Moral und Metaphysik (gebraucht im Sinne von „theoretische Philosophie“ und Kants „Transzendentalphilosophie“). Beides hat sich nur wie ein Schleier über sie gelegt. Sie lässt sich nicht für das menschliche Zusammenleben funktionalisieren und liefert auch keinen direkten Erkenntnisgewinn. Spekulieren darüber, ob es einen Gott gibt, ist im Gebiet der Religion leere Mythologie. Nachdenken, Erklären, Systematisieren ist Teil der Metaphysik, Religion ist aber nicht dem Denken verhaftet. Auch zum Handeln treibt die Religion nicht an. Man kann nichts aus Religion tun, aber alles mit ihr: „Ihr Wesen ist weder Denken noch Handeln, sondern Anschauung und Gefühl.“ Religion ist passives Anschauen des Universums, das sich offenbart und den Menschen tief berührt: „Anschauen des Universums, ich bitte befreundet Euch mit diesem Begriff, er ist der Angel meiner ganzen Rede, er ist die allgemeinste und höchste Formel der Religion“.
Was Schleiermacher genau unter „Universum“ versteht, wird teilweise unterschiedlich interpretiert. Ulrich Barth versteht darunter eine Verschränkung der Gottes- und Weltidee. Potepa sieht im Begriff eher eine Umschreibung für die ewige Welt bzw. die Ganzheit der Welt. Ein religiöses Gefühl stellt sich allerdings nicht beim bloßen Bewusstsein der Existenz des Universums ein, sondern vielmehr dann, wenn es in Beziehung zum Menschen tritt.
Die Anschauung und das Gefühl, das das Angeschaute auslöst, sind im ersten Moment unmittelbar miteinander verbunden, die „höchste Blüthe der Religion“. In diesem Augenblick offenbart sich das Universum. Je stärker das Gefühl, desto stärker die Religion. Schleiermacher schreibt: „Religion ist Sinn und Geschmack fürs Unendliche.“ Wenn man Religion hat, begegnet einem im Endlichen ständig das Universum: „alles Einzelne als einen Theil des Ganzen, alles Beschränkte als eine Darstellung des Unendlichen hinnehmen, das ist Religion […]. Alle Begebenheiten in der Welt als Handlungen eines Gottes vorstellen, das ist Religion“. Wunder sind überall, wenn man alles mit Religion wahrnimmt. Die Vorstellung von einem personalen Gott ist dabei nicht nötig, sondern nur eine besondere Anschauungsart des Universums. Schleiermacher verweist auf Spinoza: „Spinosa! Ihn durchdrang der hohe Weltgeist, das Unendliche war sein Anfang und Ende, das Universum seine einzige ewige Liebe […]; voller Religion war Er und voll heiligen Geists“. Spinoza gilt als dem Pantheismus verhaftet, weil er mit dem Ausdruck „Deus sive Natura“ annahm, Gott sei in allem Seienden zu finden. Einzelne Begriffe haben für ihn und auch für Schleiermacher nur eine zweitrangige Bedeutung, was auch für die Unsterblichkeit gilt: der Wunsch danach entspringt nicht der Religion.
Das Universum kann sich einem in der Natur offenbaren, eher aber noch in den Naturgesetzen und vor allem in der Menschheit: „denn um die Welt anzuschauen und um Religion zu haben, muß der Mensch erst die Menschheit gefunden haben, und er findet sie nur in Liebe und durch Liebe. […] Zur Menschheit also laßt uns hintreten, da finden wir Stoff für die Religion.“ Jeder trägt dazu bei, einen Teil der Menschheit als Ganzes darzustellen. Zugleich lässt sich das Unendliche, das sich im Endlichen zeigt, auch in sich selbst mitunter finden: die eigene Persönlichkeit umfasst nämlich das ganze Spektrum der menschlichen Natur an sich.
Eine besondere Stellung weist Schleiermacher außerdem der Geschichte zu: „Geschichte im eigentlichsten Sinn ist der höchste Gegenstand der Religion, mit ihr hebt sie an und endigt mit ihr […] und alle wahre Geschichte hat überall zuerst einen religiösen Zweck gehabt und ist von religiösen Ideen ausgegangen. In ihrem Gebiet liegen dann auch die höchsten und erhabensten Anschauungen der Religion.“ Das Sein und Werden des Einzelnen spiegelt dabei auch die Geschichte der Menschheit wider.

### Dritte Rede – Über die Bildung zur Religion
In der dritten Rede entwirft Schleiermacher eine „religiöse[] Bildungslehre“, in der er sich von den Erziehungsidealen der Aufklärung abgrenzt.
Grundsätzlich ist Unterricht in Religion und im Anschauen genauso wenig möglich wie im Kunstgefühl oder in der Urteilsgabe. Stattdessen bildet sich „das Universum […] selbst seine Betrachter und Bewunderer“. Religion ist im Menschen angelegt: „Der Mensch wird mit der religiösen Anlage geboren wie mit jeder anderen, und wenn nur sein Sinn nicht gewaltsam unterdrükt […] wird […] so müßte sie sich auch in Jedem unfehlbar auf seine eigne Art entwickeln“. Das zeigt sich auch in der kindlichen Begeisterung für alles Übernatürliche und für phantastische Wesen – hier offenbart sich die erste Regung der Religion.
Nun wird dieser Sinn dem Kind aber schon früh ausgetrieben: von vernünftigen und praktischen Menschen. Sie weisen nur dem Wert zu, was Nutzen und Rationalität hat. Stilles Beschauen, die Grundlage der Religion, halten sie für Faulheit und fördern deshalb nicht die Phantasie. Das Streben nach dem Unendlichen und dem Höheren wird verachtet und den Kindern darum nicht gewährt. Dabei müssen diese Aufgeklärten nicht einmal Spott oder Laster zugekehrt sein denn, „sie verachten die Religion nicht, obgleich sie sie vernichten“.
Schleiermacher schließt mit der engen Verbindung von Religion und Kunst: „Religion und Kunst stehen nebeneinander wie zwei befreundete Seelen deren innere Verwandtschaft, ob sie sie gleich ahnden, ihnen doch noch unbekannt ist.“

### Vierte Rede – Über das Gesellige in der Religion oder über Kirche und Priesterthum
In der vierten Rede beschreibt Schleiermacher, wozu religiöse Gemeinschaften dienen und welche Missstände es in der bestehenden Kirche gibt.
Religiöse Gemeinschaften bilden sich dadurch, dass wahrhaft religiös berührte Menschen ein Bedürfnis nach Austausch darüber haben: „Ist die Religion einmal, so muß sie nothwendig auch gesellig sein: es liegt in der Natur des Menschen nicht nur, sondern auch ganz vorzüglich in der ihrigen. Ihr müßt gestehen, daß es etwas höchst widernatürliches ist, wenn der Mensch dasjenige, was er in sich erzeugt und ausgearbeitet hat, auch in sich verschließen will.“ Das Bedürfnis rührt daher, „um sich vor sich selbst zu legitimieren, daß ihm nichts als menschliches begegnet sei.“ Jeder ist dabei zugleich Priester und Laie, abhängig davon, welche Rolle er in der Kommunikation gerade einnimmt – also ob er still zuhört oder eigene Erfahrungen weitergibt. Durch diesen Austausch wird der religiöse Sinn veredelt und ausgearbeitet.
Die Bildung verschiedener Gemeinschaften ist dabei ganz natürlich: „Freilich werden diejenigen, die sich in einem dieser Punkte am ähnlichsten sind, sich auch einander am stärksten anziehen“. Dieses Sammeln von Gleichgesinnten dient z. B. der besseren Verständigung.
Trotzdem gilt die Kirche den Verächtern der Religion als besonders schlimm: Während Religion nur Verwirrung des Einzelnen ist, erscheint ihre organisierte Form als eine Gefahr für die Gesellschaft. Diese Großkirchen sind allerdings vor allem ein Ort für diejenigen, die noch keine Religion haben. Die Menschen hier suchen noch danach und wollen sich vermeintlich passiv vom Priester erfüllen lassen. So hängen sie an toten Begriffen und die Kirche verhindert wiederum durch starre Lehrsätze und geistlose Riten die Entfaltung einer religiösen Individualität. Je mehr man aber wahre Religion hat, desto unwichtiger wird einem die Kirche deshalb. Dann ist man nach Schleiermacher Mitglied der wahren Kirche. Darum ist die Religion auch nicht für die Missstände in den Großkichen verantwortlich – sie kommt dort ja gar nicht zum Tragen, da die Besitzer wahrer Religion dort kaum zu finden sind. Trotzdem hat die bestehende Kirche auch ihre Berechtigung. Sie kann ein Verbindungspunkt zwischen Suchenden und Mitgliedern der wahren Kirche darstellen und so als eine Art Bildungsanstalt fungieren. Dafür müssten die Priester aber Mitglieder der wahren Kirche sein und wahre Religion erfahren haben, um davon berichten zu können. Leider ist dies oft nicht der Fall. Um Abhilfe zu schaffen, fordert Schleiermacher darum die radikale Trennung von Kirche und Staat. Denn durch vom Staat verliehene Privilegien finden sich oft Unwürdige im Priesteramt, die das Wesen der Religion nicht durchschaut haben. Ließe man die Kirche hingegen allein, würden sich die Anhänger der wahren Kirche allein sammeln und nicht durch Priester ohne echte Religion gehemmt werden.

### Fünfte Rede – Über die Religionen
In der fünften Rede beschreibt Schleiermacher, wie sich die verschiedenen Religionen zueinander verhalten.
Niemand kann das ganze Universum in sich tragen: „So viel sieht Jeder leicht, daß Niemand die Religion ganz haben kann; denn der Mensch ist endlich und die Religion ist unendlich“. Stattdessen trägt jeder eine bestimmte Anschauung des Universums in sich – je nach Blickwinkel. Darum gibt es viele Religionen: „So habe ich die Mehrheit der Religionen vorausgesetzt und eben so finde ich sie im Wesen der Religion begründet.“ Jede Anschauung steht dabei für sich und ist von keiner anderen abhängig. Da Pluralität also ein der Religion innewohnendes Prinzip ist, wünscht sich jeder, der wahre Religion besitzt, auch einen toleranten Umgang der verschiedenen Religionen untereinander.
Dabei zieht Schleiermacher die positiven (bestehenden, geschichtlichen) Religionen den natürlichen vor. Natürliche Religion ist nichts Ursprüngliches, sondern durchsetzt mit Philosophie und Moral. Wer ihr anhängt, verliert sich schnell in flacher Gleichgültigkeit und Unbestimmtheit, die nicht dem Geist wahrer Religion entspricht. Die positiven Religionen sind hingegen immer von einer zentralen Anschauung im Mittelpunkt bestimmt. Darum findet sich nur hier wahre Religion – auch wenn die positiven Religionen ihr noch einiges beigefügt haben. Hermann Fischer fasst es so zusammen: „Religion ist immer nur als bestimmte vorhanden, weil die Anschauung des Universums immer nur in bestimmter Form möglich ist.“ Für den Besitzer wahrer Religion ist also entscheidend, dass er auch selbst einen Fixpunkt in seiner Anschauung hat. Auf diesen können sich alle später offenbarten Anschauungen beziehen. Nur wenn sich ein solches Fundament gefestigt hat, hat jemand „aktives Bürgerrecht in der religiösen Welt“. Dabei kann man Mitglied einer bestehenden Religion sein, wenn man die gleiche Anschauung zutiefst teilt. Man kann aber auch eine neue schaffen, die einen neuen Mittelpunkt in ihrer Anschauung hat. Nicht einmal der Glaube an einen personalen Gott ist nötig. Alle Religionen und Ansichten stehen dabei völlig gleichberechtigt nebeneinander.
Trotzdem weist Schleiermacher dem Christentum eine herausragende Stellung zu. Im Christentum steht die Idee der Erlösung und der Versöhnung im Mittelpunkt. Es wird also eine Verbindung zwischen Mensch und Gott bzw. Mensch und Universum angestrebt. Jesus Christus fungierte dabei als Mittler, weil er Endliches und Unendliches in sich vereinbarte und beides zusammenbrachte. Da dies der Wesenskern von Religion generell ist, hat das Christentum „die Religion selbst zum Gegenstand seiner Anschauung“. Es ist darum „die Religion der Religionen“. Mittler wie Jesus sind in der Welt der Religionen immer wieder nötig. Das Judentum steht im Gegensatz dazu: es basiert nach Schleiermacher nicht auf Versöhnung, sondern auf Rache. Dennoch schließt Schleiermacher mit Ausführungen, dass „nichts unchristlicher sei als Einförmigkeit zu suchen in der Religion“.

## Einflüsse auf das Werk
Schleiermachers Reden über die Religion sind vor allem vom geistigen Klima der Frühromantik und von den Auffassungen der Herrnhuter Brüdergemeine geprägt.
Mit den Reden griff Schleiermacher in den geschäftigen religionsphilosophischen Diskurs seiner Zeit ein. Er legte großen Wert auf eine Darstellung der religiösen und kulturellen Lage des deutschsprachigen Raums, die von einer fortschreitenden Abkehr von Religion geprägt war. Dadurch erschien das Werk hochaktuell. Dabei versuchte sich Schleiermacher nach Potepa gleichzeitig an einem „religionstheoretischem Modernisierungsprogramm“ und wollte durch die Abkehr von traditionellen Denkweisen neue Zugänge zum Thema eröffnen.
Die Reden über die Religion gelten als grundlegendes religionsphilosophisches Werk der Romantik. Schleiermacher war zu Beginn seines Schreibprozesses bereits Prediger an der Berliner Charité und hatte viele Frühromantiker in seinem Freundeskreis. Ganz im Sinne der jungen Romantik klagt er darum die Aufklärung an, zu rationalisierender Verflachung zu führen und sich nur noch für das Diesseits zu interessieren. Fischer fasst zusammen: „Die ‚erbärmliche Allgemeinheit‘ und ‚leere Nüchternheit‘ […] der Aufklärung werden überboten durch eine Religion der Empfindung, des Herzens, des Gefühls, in der Individualität und Subjektivität zu ihrem Recht kommen“. Dabei ersetzt Schleiermacher die ‚von außen aufgelegte‘ Wahrheit der Bibel durch eine innere Wahrheit im religiösen, individuellen Gefühl.
Schleiermacher erteilt auch Immanuel Kants moralischem Gottesbeweis eine Absage, wenn er den Wert der Religion betont, der von moralischen Gesichtspunkten unabhängig ist. Dennoch achtet Schleiermacher nach Ulrich Barth auch die „epochale[] Emanzipationsleistung, die die Aufklärung in ihrem Kern vollbracht hat“.
Mit der „Wendung zur Kunst nimmt Schleiermacher das frühromantische Programm der Universalisierung von Kunst auf“, schreibt Andreas Arndt. Auch andere Vorstellungen Schleiermachers sind von der Romantik geprägt, so die Betonung des individuellen Erlebens in der Religion oder seine Kirchentheorie. Später entfernte sich Schleiermacher zunehmend vom romantischen Einfluss.
Die frühe Prägung durch den Herrnhuter Pietismus verlieh Schleiermachers Religionsverständnis in den Reden eine Offenheit für Modernität. Sie hob sich ab von katholisierenden Neigungen (z. B. Marienkult, hierarchische Organisation) späterer Romantiker. Dazu gehört die Auffassung von Religion als Gegenstand des ureigenen Erlebens und von Kirche als Ort der Kommunikation über religiöse Erfahrungen. Außerdem bezog Schleiermacher aus dem Herrnhuter Pietismus sein tiefes Verständnis Jesu Christi als des absoluten Zentrums des Christentums. Die Forderung, jede Verbindung zwischen Kirche und Staat zu kappen, entspricht ebenfalls herrnhutischen Idealen und denen der Französischen Revolution.
Auch von anderen Denkern hat Schleiermacher in den Reden einiges übernommen. So ist sein Religionskonzept stark von Baruch de Spinozas Lehren geprägt. Spinoza lehnte die Existenz eines persönlichen Gottes weitgehend ab. Er meinte Gott in allem Sein zu finden, was ihm den Vorwurf des Pantheismus eintrug. Mit dieser Gottesvorstellung verband sich sein Begriff der Unendlichkeit, der auch für Schleiermacher bedeutsam wurde. Später distanzierte er sich allerdings von Spinoza. Diese Spinozismus-Sympathie findet sich auch bei Johann Wolfgang von Goethe, Johann Gottfried Herder und Gotthold Ephraim Lessing und ist Ausdruck der Theismus-Krise, die sich zu dieser Zeit in höheren Bildungsschichten zeigte. Schleiermacher wollte sie mit den Reden abfangen.
Fichtes Philosophie des Ichs führte zu Schleiermachers Ausführungen über die Bedeutung der Individualität. Dem Atheismus-Streit um Fichte lag auch die Ablehnung eines personalen Gottes zugrunde. Schleiermacher teilte den Gedanken, dass der Wunsch nach Unsterblichkeit nichts mit Religion zu tun hat, sondern rein egoistisch motiviert ist, ebenfalls mit Goethe, Lessing und Fichte. Die Kunst der Gedankenführung, wie Schleiermacher sie in den Reden betreibt, entsprang wiederum Platons Vorbild.

## Rezeption
Die Kritik von Schleiermachers Zeitgenossen an Über die Religion fiel sehr unterschiedlich aus. Auch bei den Frühromantikern herrschte keine Einigkeit darüber.
Nach dem Erscheinen der Reden über die Religion gab es zunächst keine große Resonanz in der Öffentlichkeit. Schleiermachers Freund Friedrich Schlegel widmete sich ihnen im Herbst 1799 anonym als Erster überwiegend positiv in der Zeitschrift Athenaeum und bezog sich auch in mehreren Aphorismen darauf. Allerdings missfiel ihm die fehlende Objektivität des Werks. Der Theologe Johannes Daniel Falk äußerte sich 1801 dagegen als Erster abwertend über das „Geschwätz“. Später brachten auch Georg Wilhelm Friedrich Hegel und Jean Paul (lobend und tadelnd zugleich) die Sprache darauf. Generell lobten viele Rezensenten die Originalität des Werks, kritisierten aber auch einzelne Ansichten, wie Schleiermachers Trennung der Religion von jeglichen Impulsen zum moralischen Handeln oder von Rationalität. Auch Ungenauigkeiten missfielen, beispielsweise beim Religionsbegriff oder in der Trennung von Gott und Universum. So schrieb 1803 der Lehrer Johann Gottlieb Rätze, es herrsche „bey aller Vortrefflichkeit, Wahrheit und Bestimmtheit, auch viel Unbestimmtes, Irriges, Einseitiges und Widersprechendes darin“.
Besonders kritisch äußerten sich große Anhänger der Aufklärungsbewegung, wie Daniel Jenisch. Vertreter der romantischen Bewegung waren insgesamt freundlicher gestimmt. So wies Novalis den Reden epochale Größe zu und nannte Schleiermacher den „Herzschlag der neuen Zeit“. Nur er schenkte Schleiermacher darum seine ungeteilte Zustimmung.
Schleiermachers Freundes- und Bekanntenkreis würdigte die Reden als neue musterhafte Darstellung von der Religionsauffassung der Romantik. Schlegel berichtet in einem Brief an Schleiermacher auch davon, dass Johann Wolfgang von Goethe sich sein Exemplar ausgeliehen habe. Nach den ersten Reden sei er zuerst völlig begeistert gewesen, am Ende aber immer abgeneigter geworden, je christlicher das Werk erschien. Friedrich Sack, ein guter Bekannter Schleiermachers, beschuldigte ihn in einem Brief allerdings der Heuchelei, da er als Theologe, Christ und Prediger auftrete und dabei „das Universum für die Gottheit hält, dem Religion nichts weiter ist, als Anschauung des Universums; der zwischen Religion und Moralität durchaus keine Verknüpfung erkennt; der alle Motive zum Gutsein, die aus Religionsbegriffen hergenommen sind, verachtet und verhöhnt, der von keiner Dankbarkeit gegen einen unsichtbaren ewig lebenden Wohlthäter etwas wissen will – – – was ist ein solcher Prediger für ein bedauernswürdiger Mensch!“ Georg Spalding versicherte Schleiermacher dagegen brieflich, von seiner aufrichtigen Frömmigkeit überzeugt zu sein.
Solche Meinungen stehen exemplarisch für die große Umstrittenheit des Werks, die bis heute anhält.
Im 19. Jahrhundert wurde die Fassung der vierten Auflage immerhin noch zehn Mal neu herausgegeben, obwohl die Reden in der Rezeption von Schleiermachers anderen Veröffentlichungen erheblich verdrängt wurden. Das änderte sich erst mit der Neuauflage der Urfassung im Jahre 1899 durch Rudolf Otto. Im 20. Jahrhundert dominierte deswegen der Text der Erstauflage in der Rezeption. Diese Urfassung erschien bis jetzt in über 30 Auflagen. Die Reden werden besonders seit dem Zweiten Weltkrieg wieder rezipiert.

## Stellung im Werk des Autors
Die Reden dokumentieren nach Hermann Fischer „das romantische Religions- und Christentumsverständnis des jungen Schleiermacher und sind wohl sein bekanntestes Werk geworden“. Sie bilden außerdem das Fundament für seinen Ruf als Kirchenvater des 19. Jahrhunderts.
Über die Religion ist Schleiermachers erste Veröffentlichung. Aus der Zeit davor existieren nur einige Predigten aus Schlobitten und Landsberg, die später in seiner Predigtsammlung veröffentlicht wurden. Kurz darauf, schon im Januar 1800, erschien sein nächstes Hauptwerk, das ebenfalls romantisch durchsetzt war: Monologen. Eine Neujahrsgabe. Danach galt er nicht nur als Religionstheoretiker, sondern auch als Ethiker. Noch im selben Jahr erschien Vertraute Briefe über Friedrich Schlegels Lucinde und ein Jahr darauf Schleiermachers Platon-Übersetzung, die mit Friedrich Schlegel geplant war, aber allein verwirklicht wurde.
Neben den Reden gelten als wichtigste Werke Schleiermachers: die Monologen (1800), die Dialektik und Der christliche Glaube nach den Grundsätzen der evangelischen Kirche im Zusammenhange dargestellt (die Glaubenslehre, 1821/22), wo die zentrale Stellung des geschichtlichen Erlösers und Vermittlers Jesus Christus weiter ausgeführt ist. Obwohl sicherlich weniger rezipiert, gilt die Glaubenslehre auch als eigentliches Lebenswerk Schleiermachers, dem sich die Reden später anpassen mussten.

## Wirkungsgeschichte
Die Wirkungsgeschichte von Über die Religion reicht bis ins 21. Jahrhundert.
Die Reden ließen Schleiermachers Zeitgenossen nicht unberührt. So vertritt Johann Gottlieb Fichte in den Grundzügen des gegenwärtigen Zeitalters und den Anweisungen später eine Schleiermacher sehr ähnliche Religionsauffassung, die sich ebenfalls gegen orthodoxe Tendenzen und teilweise gegen die Aufklärung wendet.
Auch Ludwig Feuerbach (1804–1872) bekam für seine Projektionstheorie Impulse von Schleiermachers Reden, deren Gedanken die Glaubenslehre weiter aufgreift. Fischer schreibt: „In Schleiermachers Verständnis der Religion als Ausdruck des ‚Gefühls schlechthiniger Abhängigkeit‘ [ein Begriff aus der Glaubenslehre] hat Feuerbach die äußerste Annäherung der Theologie an Anthropologie gesehen […]; über Schleiermacher hinausgehend, habe man nur noch einsehen müssen, daß der Mensch nicht von Gott, sondern von der Natur und von seinem eigenen Wesen abhängig ist“. Der Religionskritiker Feuerbach stimmte also teilweise mit Schleiermacher überein. Das Geheimnis der Theologie sei die Anthropologie. Nur seien die Menschen nicht dem Universum verpflichtet, sondern fühlten vielmehr die eigene Unzulänglichkeit, die sie einen Gott erschaffen ließ.
Als folgenreich erwiesen Schleiermachers Reden sich für die Religionswissenschaft. Friedrich Max Müller griff Schleiermachers romantisches Muster von der „Anschauung des Unendlichen im Endlichen“ in Verbindung einer Kritik an Immanuel Kant auf und postulierte die „Wahrnehmung des Unendlichen“. Nathan Söderblom übernahm Schleiermachers Ansichten besonders in seinem Werk Werden des Gottesglaubens und wies ihm einen „Ehrenplatz in der Religionsgeschichte“ zu. Besonders wirksam wurde Schleiermacher von Rudolf Otto rezipiert, der sich für seine Bestimmung des Kreaturgefühls explizit auf Schleiermachers „Gefühl schlechthinniger Abhängigkeit“ bezog.
Als bedeutendster Schleiermacher-Kritiker gilt der Theologe Karl Barth (1886–1968), dem – als Entgegenstellung zu Schleiermacher – der Titel ‚Kirchenvater des 20. Jahrhunderts‘ zugesprochen wird. Er hat die Hinwendung Schleiermachers zur Anthropologie wiederum beanstandet. Sein Generalvorwurf besagt, dass Schleiermacher in seiner Theologie den Menschen zum Maß aller Dinge erhebt und Gott einen zu geringen Stellenwert zuweist. Dem schließen sich weitere Vorwürfe an: Schleiermacher habe die Theologie in eine Gefühls-, Bewusstseins- und Kulturtheologie verwandelt, in der Gott kein Raum gelassen wird. Barth sah die christliche Wahrheit bei Schleiermacher verschleiert, weil er in keiner Weise darauf eingeht, dass die Menschen Rettung durch Jesus Christus brauchen. Aus diesem Grund empfand er auch Schleiermachers Christologie als unpassend. Trotzdem verkannte Barth nicht seine enorme Bedeutung: „An die Spitze einer Theologie der neusten Zeit gehört und wird für alle Zeiten gehören der Name Schleiermacher und keiner neben ihm.“ Dessen ungeachtet empfahl er ihn gerade nicht als theologisches Vorbild.
Noch stärker wurde Schleiermacher von dem Theologen Emil Brunner kritisiert. Herrmann Fischer fasst zusammen: „Nach Brunner hat Schleiermacher die theologischen Begriffe in psychologische umgefälscht; Gnade wird nicht mehr zugesprochen, sondern erschlichen“. Schleiermacher propagiere nicht den Glauben an Gott, sondern an den Menschen. Andere bedeutende Theologen wie Friedrich Gogarten und Rudolf Bultmann schlossen sich der Kritik an. Erst seit Mitte der 1950er Jahre wird Schleiermachers Werk nicht mehr von dieser vernichtenden Kritik überschattet, so dass es zu einer Neuorientierung und neuer Wertschätzung kommt.
Bis heute haben Schleiermachers Reden und die Glaubenslehre nach Ulrich Barth „am stärksten zur Genese und Ausgestaltung des modernen Protestantismus beigetragen“. Darum bezeichnet er Schleiermachers erste Veröffentlichung als „Programmschrift des Neuprotestantismus“ und betont, dass ohne sie die gesamte Frömmigkeitsentwicklung des Protestantismus im 19. und 20. Jahrhundert nicht möglich gewesen wäre. Hans Joachim Rothert verweist auf die anhaltende Aktualität: „Ein Werk, welches wie dieses seine geistige Macht derart ungebrochen zu erhalten gewußt hat, zeugt für sich selbst.“
Hermann Fischer hebt besonders Schleiermachers Bedeutung für die (Systematische) Theologie hervor: „keine Epoche, die ihr eigenes Verständnis von Glaube und Theologie nicht im Modus von Zustimmung, kritischer Auseinandersetzung oder Ablehnung seiner systematischen Konzeption profiliert hätte.“ Die Reden waren dabei immer mit von entscheidender Bedeutung. In der Philosophie entfaltete das Werk dagegen keine annähernd so starke Wirkung.

### Primärliteratur
- Friedrich Daniel Ernst Schleiermacher, Über die Religion. Reden an die Gebildeten unter ihren Verächtern (1799), Philosophische Bibliothek Bd. 255 Meiner Hamburg (Nachdruck) 1970. ISBN 3787301577
- Friedrich Daniel Ernst Schleiermacher, Über die Religion. Reden an die Gebildeten unter ihren Verächtern (1799), in: Kritische Gesamtausgabe, I. Abt. Bd. 2: Schriften aus der Berliner Zeit 1769–1799, hg. v. Günter Meckenstock, Verlag Walter de Gruyter, Berlin/New York 1984 S. 185–326. ISBN 3110102668
- Friedrich Schleiermacher Über die Religion. Reden an die Gebildeten unter ihren Verächtern (1799), hg. v. Günter Meckenstock, Verlag Walter de Gruyter Studienbuch 1999. ISBN 3110163551
- Friedrich Schleiermacher Über die Religion. Reden an die Gebildeten unter ihren Verächtern (1799/1806/1821) Studienausgabe, hg. v. Niklaus Peter, Frank Bestebreurtje und Anna Büsching, Theologischer Verlag Zürich 2012. ISBN 9783290176266

### Sekundärliteratur
- Andreas Arndt, Friedrich Schleiermacher. Schriften (Bibliothek deutscher Klassiker 134), Deutscher Klassiker Verlag, Frankfurt a. M., 1996.
- Karl Barth, Die protestantische Theologie im 19. Jahrhundert. Ihre Vorgeschichte und ihre Geschichte. 2. Aufl., Zollikon, Zürich 1952.
- Ulrich Barth, Die Religionstheorie der ‚Reden‘. Schleiermachers theologisches Modernisierungsprogramm, in: Ders., Aufgeklärter Protestantismus, Mohr Siebeck, Tübingen 2004.
- Ulrich Barth, Friedrich Schleiermacher, in: Klassiker der Theologie, Bd. 2. Von Richard Simon bis Karl Rahner, hg. v. Friedrich W. Graf, C.H. Beck, München 2005.
- Hermann Fischer, Art. Friedrich Schleiermacher, in: Theologische Realenzyklopädie, Bd. 30. De Gruyter, Berlin / New York 1999.
- Inken Mädler, Friedrich Schleiermacher. Sinn und Geschmack fürs Unendliche, in: Kompendium Religionstheorie, hg. v. Volker Drehsen, Wilhelm Gräb, Birgit Weyel, Vandenhoeck und Ruprecht, Göttingen 2005.
- Novalis: Schriften, Bd. 3. Hg.v. Richard Samuel, Hans-Joachim Mähl, Gerhard Schulz, 3. Auflage, Stuttgart 1983.
- Maciej Potepa: Schleiermacher, in: Handbuch Deutscher Idealismus, hg. v. Hans Jörg Sandkühler, Verlag J.B Metzler, Stuttgart 2005.
- Johann Gottlieb Rätze, Ansichten von dem Natürlichen und Uebernatürlichen in der christlichen Religion, Zittau/Leipzig 1803.
- Friedo Ricken, Über die Hindernisse und das Wesen der Religion: Friedrich Schleiermacher, in: Ders., Religionsphilosophie (Grundkurs Philosophie Bd. 17), Verlag W. Kohlhammer, Stuttgart 2003.
- Hans-Joachim Rothert, in: Friedrich Schleiermacher, Über die Religion. Reden an die Gebildeten unter ihren Verächtern, hg. v. Hans-Joachim Rothert, Felix Meiner Verlag, Hamburg 1970.
- Jörg Salaquarda, Art. Ludwig Feuerbach, in: Theologische Realenzyklopädie, Bd. 11. De Gruyter, Berlin / New York 1983.
- Friedrich D. E. Schleiermacher, Kritische Gesamtausgabe, Bd. V/5, Briefwechsel 1799–1800, hg. v. Andreas Arndt, Verlag Walter de Gruyter, Berlin / New York 1999.
- Gunther Wenz, Religion. Aspekte ihres Begriffs und ihrer Theorie in der Neuzeit (Studium Systematische Theologie Bd. 1.) , Vandenhoeck und Ruprecht, Göttingen 2005.